# Coppa del Generalissimo 1947
La Copa del Generalísimo 1947 fu la 43ª edizione della Coppa di Spagna. Il torneo iniziò il 20 aprile e si concluse il 22 giugno 1947. La finale si disputò allo Stadio Riazor di Corogna dove il Real Madrid ottenne la sua nona affermazione.

## Squadre partecipanti

### Primera División

#### 14 squadre
| - Athletic Bilbao - Atlético Aviación - Barcellona - Castellón - Celta Vigo | - Deportivo La Coruña - Espanyol - Real Madrid - Real Murcia - Real Oviedo | - Sabadell - Siviglia - Sporting Gijón - Valencia |

### Segunda División

#### 14 squadre
| - Alcoyano - Barakaldo - Real Betis - Córdoba - Gimnàstic | - Granada - Hércules - Levante - Maiorca - Malaga | - Racing Ferrol - Racing Santander - Real Saragozza - Real Sociedad |

## Primo turno
|                     | Risultato |                | Andata | Ritorno | Spareggio |  |
| ------------------- | --------- | -------------- | ------ | ------- | --------- |  |
| Real Murcia         | 3 - 7     | Levante        | 1 - 3  | 2 - 4   |           |  |
| Atlético Aviación   | 6 - 4     | Hércules       | 3 - 0  | 3 - 4   |           |  |
| Barakaldo           | 0 - 7     | Espanyol       | 0 - 2  | 0 - 5   |           |  |
| Real Oviedo         | 4 - 3     | Real Saragozza | 3 - 1  | 1 - 2   |           |  |
| Castellón           | 5 - 5     | Real Sociedad  | 3 - 2  | 2 - 3   | 3 - 2     |  |
| Racing Ferrol       | 4 - 5     | Real Madrid    | 2 - 1  | 2 - 4   |           |  |
| Granada             | 2 - 6     | Celta Vigo     | 0 - 1  | 2 - 5   |           |  |
| Valencia            | 3 - 3     | Alcoyano       | 3 - 2  | 0 - 1   | 2 - 1     |  |
| Deportivo La Coruña | 1 - 3     | Real Betis     | 1 - 0  | 0 - 3   |           |  |
| Sabadell            | 3 - 2     | Córdoba        | 3 - 0  | 0 - 2   |           |  |
| Siviglia            | 3 - 2     | Maiorca        | 2 - 1  | 1 - 1   |           |  |
| Gimnàstic           | 5 - 3     | Sporting Gijón | 4 - 2  | 1 - 1   |           |  |

## Ottavi di finale
|                   | Risultato |             | Andata | Ritorno | Spareggio |  |
| ----------------- | --------- | ----------- | ------ | ------- | --------- |  |
| Barcellona        | 4 - 2     | Malaga      | 3 - 1  | 1 - 1   |           |  |
| Atlético Aviación | 1 - 4     | Castellón   | 1 - 1  | 0 - 3   |           |  |
| Real Oviedo       | 1 - 3     | Espanyol    | 0 - 0  | 1 - 3   |           |  |
| Real Betis        | 4 - 6     | Real Madrid | 4 - 0  | 0 - 6   |           |  |
| Valencia          | 1 - 1     | Celta Vigo  | 0 - 0  | 1 - 1   | 0 - 1     |  |
| Athletic Bilbao   | 8 - 6     | Levante     | 6 - 2  | 2 - 4   |           |  |
| Sabadell          | 3 - 2     | Siviglia    | 2 - 0  | 1 - 2   |           |  |
| Racing Santander  | 7 - 7     | Gimnàstic   | 6 - 2  | 1 - 5   | 0 - 1     |  |

## Quarti di finale
|                 | Risultato |            | Andata | Ritorno |  |
| --------------- | --------- | ---------- | ------ | ------- |  |
| Real Madrid     | 3 - 0     | Castellón  | 2 - 0  | 1 - 0   |  |
| Barcellona      | 3 - 4     | Gimnàstic  | 0 - 2  | 3 - 2   |  |
| Athletic Bilbao | 12 - 2    | Celta Vigo | 12 - 1 | 0 - 1   |  |
| Sabadell        | 2 - 5     | Espanyol   | 2 - 3  | 0 - 2   |  |

## Semifinali
|             | Risultato |                 | Andata | Ritorno |  |
| ----------- | --------- | --------------- | ------ | ------- |  |
| Espanyol    | 5 - 4     | Gimnàstic       | 5 - 3  | 0 - 1   |  |
| Real Madrid | 4 - 2     | Athletic Bilbao | 3 - 2  | 1 - 0   |  |

## Finale
| Arbitro: | Francisco Echave |

|                        |           |  |
| Vidal 107’ Pruden 119’ | Marcatori |  |